# Embajada de Estados Unidos en España
La Embajada de Estados Unidos en Madrid es un edificio situado en la ciudad de Madrid que alberga la embajada de Estados Unidos en España.

## Historia y características
Está situada en el número 75 de la calle de Serrano del distrito de Salamanca, ofreciendo la parcela también límite con el paseo de la Castellana.
Supuso uno de los primeros ejemplos de arquitectura de estilo internacional de la capital española, y se inspiró en el diseño de la embajada estadounidense en La Habana. Fue proyectado por Ernest Warlow y Leland W. King con la colaboración del arquitecto español Mariano Garrigues, sobre una parcela donde antaño se alzaba el palacio de la Marquesa de Argüelles. Proyectado en 1950, la construcción tuvo lugar entre 1951 y 1955. En la década de 1950 la edificación fue criticada por la prensa madrileña debido al contraste del diseño moderno que ofrecía la construcción con los del resto de edificios decimonónicos del entorno.